# Capital Punishment
Capital Punishment é o álbum de estreia como artista solo do rapper Big Pun, lançado em 28 de Abril de 1998. O álbum recebeu aclamação da crítica, e Big Pun se tornou o primeiro rapper solo latino a ganhar um disco de platina da RIAA. O álbum estreou em #5 na Billboard 200 com 136.000 cópias na primeira semana, e ficou no topo da Top R&B/Hip-Hop Albums por duas semanas. Também foi nomeado para Melhor Álbum de Rap no Grammy Awards de 1999, mas perdeu para o Vol. 2... Hard Knock Life de Jay-Z. É o álbum mais vendido de Big Pun, com 1.459.349 unidades movidas até hoje.

## Recepção
| Críticas profissionais | Críticas profissionais |
| Avaliações da crítica  | Avaliações da crítica  |
| Fonte                  | Avaliação              |
| ---------------------- | ---------------------- |
| AllHipHop              | [ 4 ]                  |
| Allmusic               | [ 5 ]                  |
| Entertainment Weekly   | (B+)                   |
| Q                      | [ 7 ]                  |
| Rap Pages              | [ 8 ]                  |
| RapReviews             | (9.5/10)               |
| Rolling Stone          | [ 10 ]                 |
| The Source             | [ 11 ]                 |

- Entertainment Weekly (7/17/98, p.85) - "Tudo sobre esse rapper porto riquenho do Bronx é generoso, seu perímetro de 400 libras, suas múltiplas rimas em cada verso, e seu talento de por estrofes para fora sem precisar parar para respirar." Rating: B+
- Q (6/00, p.123) - 4 estrelas de 5 - "Mostrando um imenso poder lírico e o requisitivo lado "sensível"...[o álbum] estabeleceu Pun como um sério rival para Biggie Smalls e uma espécie de Ladykiller para arrancar....funk e diversão em abundância....Escandalosamente bom."
- The Source (6/98, p.159) - 4 Microfones (de 5) - "Ele irá rimar até a última palavra em um verso porque ele deseja ser o dobro de bom....Capital Punishment é todo sobre execução."
- Rap Pages (9/98, p.120) - 4 (de 5) - "Big Pun está em seu auge com todos os canos de espingarda atirando balas laçando o ar como o bordado na colcha da vovó."   [12]

## Faixas
| N.º | Título                                                                   | Produtor(es)                     | Duração |  |
| 1.  | "Intro"                                                                  |                                  | 0:33    |  |
| 2.  | "Beware"                                                                 | Juju                             | 3:15    |  |
| 3.  | "Super Lyrical" (feat. Black Thought)                                    | Rockwilder, scratches by Dj Iroc | 3:28    |  |
| 4.  | "Taster's Choice (Skit)"                                                 |                                  | 1:20    |  |
| 5.  | "Still Not a Player" (featuring Joe)                                     | Knobody, Dahoud & Nomad          | 3:56    |  |
| 6.  | "Intermission"                                                           | Mike Zulu                        | 0:21    |  |
| 7.  | "Dream Shatterer"                                                        | Domingo                          | 3:33    |  |
| 8.  | "Punish Me" (featuring Miss Jones)                                       | Franky "Nitty" Pimental          | 4:15    |  |
| 9.  | "Pakinamac Pt. 1 (Skit)"                                                 |                                  | 1:35    |  |
| 10. | "You Ain't a Killer"                                                     | Younglord                        | 4:14    |  |
| 11. | "Pakinamac Pt. 2 (Skit)"                                                 |                                  | 0:57    |  |
| 12. | "Caribbean Connection" (featuring Wyclef Jean)                           | Younglord                        | 3:24    |  |
| 13. | "Glamour Life" (featuring Fat Joe, Triple Seis, Armageddon & Cuban Link) | L.E.S.                           | 4:43    |  |
| 14. | "Capital Punishment" (featuring Prospect)                                | The Infinite Arkatechz           | 4:20    |  |
| 15. | "Uncensored" (Skit)" (featuring Funkmaster Flex)                         |                                  | 2:12    |  |
| 16. | "I'm Not a Player"                                                       | Minnesota                        | 3:41    |  |
| 17. | "Twinz (Deep Cover '98)" (featuring Fat Joe)                             | Dr. Dre                          | 3:49    |  |
| 18. | "The Rain and the Sun (Interlude)" (featuring Dead Prez)                 | Dead Prez                        | 1:45    |  |
| 19. | "Boomerang" (featuring Armageddon)                                       | V.I.C.                           | 3:35    |  |
| 20. | "You Came Up" (featuring Noreaga)                                        | Rockwilder                       | 3:54    |  |
| 21. | "Tres Leches (Triboro Trilogy)" (featuring Prodigy & Inspectah Deck)     | RZA                              | 4:19    |  |
| 22. | "Charlie Rock Shout (Skit)"                                              |                                  | 0:26    |  |
| 23. | "Fast Money"                                                             | Danny O/EQ                       | 3:48    |  |
| 24. | "Parental Discretion" (featuring Busta Rhymes)                           | Showbiz                          | 4:33    |  |

## Samples
Intro
- Excerpt from the film Fresh

Beware
- "Shook Ones Pt. I (Original Version)" by Mobb Deep
- "Theme for loser  by Henry Mancini

Super Lyrical
- "One More Chance" by The Notorious B.I.G.
- "It's Logic" by Canibus

Still Not a Player
- "A Little Bit of Love" by Brenda Russell
- "Don't Wanna Be a Player" by Joe (interpolation)

You Ain't a Killer
- "With a Child's Heart" by Michael Jackson
- "Summertime Madness" by Kool & The Gang

Glamour Life
- "The World Is A Ghetto" by George Benson

I'm Not a Player
- "Brazilian Rhyme (Interlude)" by Earth, Wind & Fire
- "Darlin' Darlin' Baby (Sweet Tender Love)" by The O'Jays
- "Darlin' Darlin' Baby" by Steve Khan

Twinz (Deep Cover '98)
- "Deep Cover" by Dr. Dre

Boomerang
- "Le Bracelet" by Alain Goraguer

You Came Up
- "Don't Ask Me" by Ramon Morris

Tres Leches (Triboro Trilogy)
- "I Ain't No Joke" by Eric B. & Rakim
- "Las Vegas Tango" by Gary Burton
- "Illusions" by Cypress Hill

Parental Discretion
- "Hydra" by Glover Washington Jr

## Posição do álbum nas paradas
| Ano  | Álbum              | Posição nas paradas | Posição nas paradas    | Posição nas paradas |
| Ano  | Álbum              | Billboard 200       | Top R&B/Hip Hop Albums | Top Canadian Albums |
| ---- | ------------------ | ------------------- | ---------------------- | ------------------- |
| 1998 | Capital Punishment | 5                   | 1                      | 11                  |

### Singles
| Ano  | Canção               | Hot 100 | Hot R&B/Hip-Hop Singles & Tracks | Hot Rap Singles | Rhythmic Top 40 | Hot Dance Music/Maxi-Singles Sales |
| ---- | -------------------- | ------- | -------------------------------- | --------------- | --------------- | ---------------------------------- |
| 1997 | "I'm Not a Player"   | 57      | 19                               | 3               | -               | 7                                  |
| 1998 | "Still Not a Player" | 24      | 6                                | 13              | 5               | 1                                  |
| 1998 | "You Came Up"        | -       | 49                               | 43              | -               | -                                  |